# 베트남 정보통신부
베트남 정보통신부(베트남어: Bộ Thông tin và Truyền thông)는 베트남 정부의 부처이다. 국가가 관리하는 신문, 출판, 우정, 통신과 인터넷, 방송, 무선주파수, 정보 기술, 전자공학, 라디오, 텔레비전 및 국가 미디어 인프라를 담당한다.

## 부서 단위
- 우정과
- 정보기술과
- 과학기술과
- 기획재정과
- 법률과
- 인사조직과
- 감찰국
- 부서총국
- 무선주파수 관리국
- 통신국
- 정보기술국
- 언론국
- 출판국
- 방송 전자 정보국
- 외국 정보 서비스국
- 호찌민시 대표국
- 다낭시 대표국

## 행정 단위
- 국립 정보통신 전략 연구소
- 베트남 인터넷 네트워크 정보 센터 (VNNIC)
- 인포메이션 센터
- 정보 기술 및 통신 저널
- 베트남 우정 뉴스
- 언론 및 국제 커뮤니케이션 협력 센터
- 정보 통신 공공 학교
- 베트남 소프트웨어 및 디지털 콘텐츠 산업 연구소 (NISCI)
- 정보 통신 출판사
- 베트남 공공 유틸리티 통신 서비스 기금
- 베트남 컴퓨터 긴급 대응팀 (VNCERT)
- 베트남-한국 우호 정보 기술 대학
- 인쇄 기술 대학
- 베트남넷(VietNamNet) 온라인 신문
- 정보 통신 기술 국가 운영위원회
- 베트남 ICT 프로젝트 관리 부서
- PTIT (Posts and Telecommunications Institute of Technology)